# Бредихино (Киреевский район)
Бредихино — деревня в Киреевском районе Тульской области России.
В рамках административно-территориального устройства относится к Большекалмыкскому сельскому округу Киреевского района, в рамках организации местного самоуправления включается в сельское поселение Бородинское.

## География
Деревня находится в центральной части Тульской области, в лесостепной зоне, в пределах северо-восточной Среднерусской возвышенности, на левом берегу реки Шат, при автодороге 70К-214, на расстоянии примерно 20 километров (по прямой) к северо-западу от города Киреевска, административного центра района. Абсолютная высота — 154 метра над уровнем моря.

### Климат
Климат характеризуется как умеренно континентальный, с умеренно холодной снежной зимой и тёплым летом. Среднегодовая многолетняя температура воздуха составляет +3,6 — +3,8 °С. Средняя температура воздуха самого холодного месяца (января) — −10,5…−10 °C (абсолютный минимум — −40 °C), средняя температура самого тёплого (июля) — +17,6…+17,7 °С (абсолютный максимум — +38  °С). Безморозный период длится около 138 дней. Среднегодовое количество атмосферных осадков составляет 584—586 мм, из которых большая часть (396—400 мм) выпадает в тёплый период. Снежный покров держится в течение примерно 130 дней. Среднегодовая скорость ветра составляет 3,6 м/с.

### Часовой пояс
Деревня Бредихино, как и вся Тульская область, находится в часовой зоне МСК (московское время). Смещение применяемого времени относительно UTC составляет +3:00.

## Население
| 2010 |
| ---- |
| 58   |

### Национальный состав
Согласно результатам переписи 2002 года, в национальной структуре населения русские составляли 88 % из 57 чел.